# Abbey Weitzeil
Abbigail Weitzeil –conocida como Abbey Weitzeil– (Santa Clarita, 3 de diciembre de 1996) es una deportista estadounidense que compite en natación, especialista en el estilo libre.
Participó en tres Juegos Olímpicos de Verano, obteniendo en total seis medallas, dos en Río de Janeiro 2016, oro en 4 × 100 m estilos y plata en 4 × 100 m libre, dos en Tokio 2020, plata en 4 × 100 m estilos y bronce en 4 × 100 m libre, y dos en París 2024, oro en 4 × 100 m estilos mixto y plata en 4 × 100 m libre.
Ganó tres medallas de plata en el Campeonato Mundial de Natación, en los años 2019 y 2023, y nueve medallas en el Campeonato Mundial de Natación en Piscina Corta, en los años 2014 y 2021.

## Palmarés internacional
| Juegos Olímpicos                    | Juegos Olímpicos        | Juegos Olímpicos  | Juegos Olímpicos        |
| Año                                 | Lugar                   | Medalla           | Prueba                  |
| ----------------------------------- | ----------------------- | ----------------- | ----------------------- |
| 2016                                | Río de Janeiro (Brasil) | Medalla de oro    | 4 × 100 m estilos       |
| 2016                                | Río de Janeiro (Brasil) | Medalla de plata  | 4 × 100 m libre         |
| 2020                                | Tokio (Japón)           | Medalla de plata  | 4 × 100 m estilos       |
| 2020                                | Tokio (Japón)           | Medalla de bronce | 4 × 100 m libre         |
| 2024                                | París (Francia)         | Medalla de oro    | 4 × 100 m estilos mixto |
| 2024                                | París (Francia)         | Medalla de plata  | 4 × 100 m libre         |
| Campeonato Mundial                  |                         |                   |                         |
| Año                                 | Lugar                   | Medalla           | Prueba                  |
| 2019                                | Gwangju (Corea del Sur) | Medalla de plata  | 4 × 100 m libre         |
| 2023                                | Fukuoka (Japón)         | Medalla de plata  | 4 × 100 m libre         |
| 2023                                | Fukuoka (Japón)         | Medalla de plata  | 4 × 100 m libre mixto   |
| Campeonato Mundial en Piscina Corta |                         |                   |                         |
| Año                                 | Lugar                   | Medalla           | Prueba                  |
| 2014                                | Doha (Catar)            | Medalla de oro    | 4 × 50 m libre mixto    |
| 2014                                | Doha (Catar)            | Medalla de plata  | 4 × 50 m libre          |
| 2014                                | Doha (Catar)            | Medalla de plata  | 4 × 100 m libre         |
| 2021                                | Abu Dabi (EAU)          | Medalla de oro    | 4 × 50 m libre          |
| 2021                                | Abu Dabi (EAU)          | Medalla de oro    | 4 × 100 m libre         |
| 2021                                | Abu Dabi (EAU)          | Medalla de plata  | 4 × 200 m libre         |
| 2021                                | Abu Dabi (EAU)          | Medalla de plata  | 4 × 50 m estilos        |
| 2021                                | Abu Dabi (EAU)          | Medalla de plata  | 4 × 50 m estilos mixto  |
| 2021                                | Abu Dabi (EAU)          | Medalla de bronce | 100 m libre             |